# Châtillon-en-Bazois
Châtillon-en-Bazois é uma comuna francesa na região administrativa de Borgonha-Franco-Condado, no departamento Nièvre. Estende-se por uma área de 19,35 km². Em 2010 a comuna tinha 916 habitantes (densidade: 47,3 hab./km²).